# روثاوية
الروثاوية (الاسم العلمي: Salsoleae) هي قبيلة من النباتات تتبع فصيلة القطيفية من الرتبة القرنفليات.

## أجناس الروثاوية
- الروثا
- القضة